# 耳
耳（ear）又称耳朵，是動物接收且感知聲波的器官（聽覺系統），哺乳类並有识别位置变动以維持身體平衡的功能（前庭系统，属平衡觉系统的一部分）。在哺乳类可称为前庭蜗器（vestibulocochlear organ，VBO），且分为三部分：外耳、中耳、内耳。
口语中，耳可以是整個外周聽覺系統的統稱，亦可以僅指露出在身體外的部分（外耳）。在大部份的哺乳類動物中，外露在身體外的部分又稱為耳殼，也是第一個接收聲音的部分。而人類的耳殼又稱為耳廓。僅有脊椎動物具有耳的構造；其中哺乳類動物（包括人類）都有一雙耳，在頭部的兩邊各一隻，通常是左右對稱的，這樣可以判斷聲源的位置；无脊椎动物则用其他种类的感觉器官来探测声音，例如昆虫的鼓膜器。

## 耳與聽覺簡介

人類耳的解剖構造，為了視覺效果，其中的耳道被誇大。1.外耳2.耳廓3.耳道4.鼓膜（耳膜）5.中耳6.聽小骨7.錘骨8.砧骨9.鐙骨10.鼓室11.顳骨12.耳咽管13.內耳14.半規管15.內耳16.耳前庭17.卵圓窗18.圆窗19.耳蝸20.前庭神經21.耳蝸神經22.内耳道23.前庭耳蝸神經

聽覺是科學上對感受聲波的定義。聲波是一種能夠震動空氣、水、金屬...等的能量，除此之外，聲波也是訊息傳遞得一種方式，例如：蛙鳴、鳥叫、說話...等。雖然耳是脊椎動物的聽覺器官，但仍需要靠大腦與中樞神經系統將聲音訊息轉換成可以理解的訊息，完整的聽覺訊息由內耳的神經細胞所轉換而成，內耳的耳蝸神經又會將這些訊息傳送至聽中樞神經。
外耳部分負責蒐集聲音，聲壓的強度會在中耳的部位增加。因為只有內耳具有淋巴液，外耳和中耳則沒有，故內耳的部分傳遞介質由氣體轉為液體。內耳嵌在顳骨之中，內耳之中的毛細胞負責感受內淋巴液的流動，毛細胞由蛋白質纖維所組成，在達到一定的閾值時，將機械性刺激轉為神經衝動，如同光線對視網膜上的視錐細胞刺激一般。神經衝動經由第八對腦神經——前庭耳蝸神經傳遞至大腦皮質，大腦聽覺區主要位於顳葉。
除了聽覺之外，一部分的耳也負責維持身體平衡與體位覺知的工作。平衡、體位訊息也是藉由第八對腦神經——前庭耳蝸神經所傳送，但僅利用前庭耳蝸神經的前庭神經部分。人們能聽到的聲波頻率一般在16～24000赫茲之間；語言一般在300～5000赫茲之間。聽覺的運作需要聲音感覺器官與中樞神經系統相互配合才能正常運作，而大部分的人類耳聾（失聰）為內耳異常，而非中樞神經的缺陷。

## 哺乳類動物的耳
哺乳類動物的耳外型差異極大，但運作原理相似。

### 外耳
外耳包括耳廓、外耳道，止于鼓膜的部位。外耳是耳在體外可見的部分，也是大部分哺乳類動物中唯一可見的耳部構造。外耳可見部份稱為耳廓，其形狀有利於反射及吸收聲波至耳內。部分哺乳類動物有移動耳廓的能力（例如：馬、羊、兔子），令牠們可聽到來自某一特定方向的聲音，與動物轉動眼球以觀看某一特定方向的影像十分類似，但人類轉動耳廓的能力已退化。耳廓由單一纖維軟骨所構成，內側相當平滑；外側則相對的凹凸不平，具有螺旋的結構。耳垂无软骨，只有皮下脂肪和结缔组织。
聲波經耳廓反射進入耳道，耳道從耳甲窩到鼓膜外，外部1/3為軟骨部，內部2/3為骨部。軟骨部的皮膚內有毛囊、皮脂腺及耵聹腺，是耳疖的好发部位，若耳道阻塞，會造成聲音傳遞受阻。耳道是連接耳廓至中耳的管道，可放大3至12千赫的聲波。聲波到達耳膜，會使其震動，震動經中耳傳至內耳，把震動轉成神經脈衝傳至腦部。
人類的一對耳具有辨識聲源位置的能力，利用兩耳聲音的響度及到達時間的不同，算出聲源的位置。哺乳類複雜的外耳形狀有助於大幅集中回聲定位信號，將獵物的位置更精確的鎖定，這些複雜形狀可視為一個菲涅耳透鏡，在許多不同的物種都可見到，例如：蝙蝠、指猴、嬰猴屬、大耳狐……等。

#### 人類外耳與文化

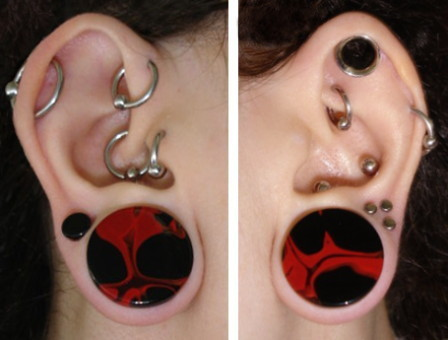
拉長的耳垂和各種軟骨穿孔。

耳廓有美化臉部的效果，凸耳（約占歐洲人民的5%）被認為不具吸引力，耳朵不對稱則更為嚴重。首次醫學文獻記載的凸耳整型手術約進行於1881年。
數千年來，某些民族女性會在耳朵配上裝飾或珠寶，主要是藉由耳垂穿孔的方式懸掛裝飾。在一些文化中，裝飾品被掛在延伸與擴大的耳垂，而這些耳垂通常因為過重的裝飾品拉扯而撕裂，但修復這些耳垂撕裂並不困難。
除此之外，減少耳朵大小、改變耳朵形狀的美容整形手術又稱為耳廓成形術。在罕見的情況下，沒有耳廓或是耳廓過小皆可以重建，大多數的情況下，從身體的其他部位（多數為肋軟骨）的軟骨移植形成矩陣耳，皮膚移植或旋轉皮瓣則用於覆蓋皮膚。有一項實驗即是將在老鼠背上的人造耳朵移植至人體。然而嬰兒出生時缺少單側或雙側的耳廓、或是只擁有極小的耳廓通常伴隨著中耳的缺損，所以耳廓重建通常會評估聽力及耳道的條件，進行多階段的治療，做出一個完整的治療計畫。

### 中耳
中耳包括聽小骨、鼓室、耳膜（鼓膜）。有一個充滿空氣的空腔——鼓室，鼓室內有3個小聽骨：槌骨、砧骨和鐙骨，鼓室的外壁為鼓膜。槌骨有一個長柄，連接到可以移動的鼓膜，称为锤骨柄；砧骨是錘骨和鐙骨之間的橋樑；鐙骨是人體最小的命名骨。三塊骨頭的排列，使鼓膜的震動引起的錘骨震動，再導致砧骨的震動，從而導致鐙骨的震動。推動卵圓窗的鐙骨足板，它會導致耳蝸（內耳的一部份）內的流體運動。
人類和其他的陆生动物的中耳都充滿空氣，但中耳的空氣並不與外界接觸，主要是藉由耳咽管連接鼻咽部平衡內外壓差。另外還有鼓竇、乳突等結構。鼓竇是位於鼓室後上方充滿氣體的空腔；乳突長得像乳頭，也充滿空氣。
鼓膜與聽小骨將聲音傳送至耳蝸，再利用幾個原理將聲音增大。首先是液壓原理，因為鼓膜的面積比鐙骨足板大許多倍，增大振幅；第二是槓桿原理，讓錘骨施於鐙骨的力量加大；最後一個是耳蝸迷路的增壓，並保護被聲波擊中的另一端。在人類中，這種被稱為圓窗保護。
耳垢堆積影響（外耳道閉塞）、聽小骨固定或丟失或在鼓膜孔等異常，一般會產生傳導性聽力損失。傳導性聽力損失，也可能是液體堆積在中耳的空腔中所造成。鼓室成形術是修復中耳的鼓膜和聽小骨的通用名稱，通常從肌肉筋膜移植來重建一個完整的鼓膜、聽小骨。有時人工耳骨被用來代替損壞的，或斷裂的聽骨鏈重建，以便進行有效的聲音傳遞。

### 內耳
內耳包括耳蝸、前庭和半規管，內耳包含聽覺器官（耳蝸）和感覺器官（半規管或前庭器官）兩部分。內耳被包覆在堅硬的骨頭之中，而且內耳充滿具有流動性的液體。內耳各部位外層是骨迷路；內層是膜迷路。骨迷路與膜迷路之間充滿外淋巴液；膜迷路內充滿內淋巴液，兩者互不相通。其中的耳蝸包含三個充滿液體的腔室，前庭階、鼓階、蝸管，耳蝸這些充滿液體的部位接受聲波的撞擊，造成耳蝸內液體的移動，再造成耳蝸內的柯蒂氏器的感受细胞受刺激，將聽覺訊號由第八對腦神經（即前庭蜗神经）發送至大腦。
毛細胞不僅是聽覺感受器，也是平衡覺的感受器，雖然聽覺和前庭系統的毛細胞是不相同的。身體往某個方向加速或是改變體位造成半規管和橢圓囊和球囊內的液體流動，進而使半規管和橢圓囊和球囊的前庭毛細胞受到刺激，前庭毛細胞受刺激後將訊息由第八對腦神經的前庭部分傳送至大腦。
半規管位於前庭後方，總共有三個：外半規管、上半規管及後半規管。

## 人類耳受损

### 外耳創傷

#### 耳廓
耳廓其實很容易損壞。因為它僅覆蓋皮膚、軟骨，而且只有薄薄的結締組織填充其中，粗暴地對待耳朵可能引起一定程度的腫脹，甚至危及其外型結構——耳廓軟骨血液供應。所有的軟骨僅靠一層薄膜覆蓋，稱為軟骨膜。如果軟骨膜或軟骨損傷，將造成養分無法有效供給，將造成軟骨壞死，耳廓的外型也會因此改變。

#### 外
耳道損傷可能是爆竹、煙火或其他爆裂物所造成的，或是一些放入耳道的機械性損傷，過度耳道清潔也可能造成耳道損傷。

### 中耳創傷
如同外耳外傷，中耳創傷通常是爆裂物進入、穿刺或是異物插入。顱骨骨折——可能包含顳骨的一部分，也可能造成某些穿刺傷，進而損害中耳。小的鼓膜穿孔，通常會自行癒合；但大型穿孔可能需要移植。聽小骨的位移會造成傳導性聽力損失，只能用手術矯正。但錯位的鐙骨可能引起感覺神經性聽力損失，縱使聽小骨都擺到適當位置，也無法回復聽力。

### 內耳創傷
內耳創傷有兩種主要原因，第一是接受到高水平噪音（噪音創傷）；第二是接觸藥品和其他物質（耳毒性）。在1972年，美國環境保護署告訴美國國會每天至少3400萬人暴露在可能造成顯著的聽力損失之工作環境，而全世界可能有數億人在可能造成顯著聽力損失的工作環境下工作。國家職業安全及健康機構最近公佈的約有估計數字11％的人有聽覺上的障礙，其中可以歸因於職業噪音暴露約佔24％。此外，根據全國健康和營養調查（NHANES），約2200萬（17％）的美國工人有暴露在足以造成噪音傷害的工作場所。而當人類暴露於危險噪音的工作場所，又沒有配戴噪音防護的設備，將加速耳損傷的速度。

## 退化構造

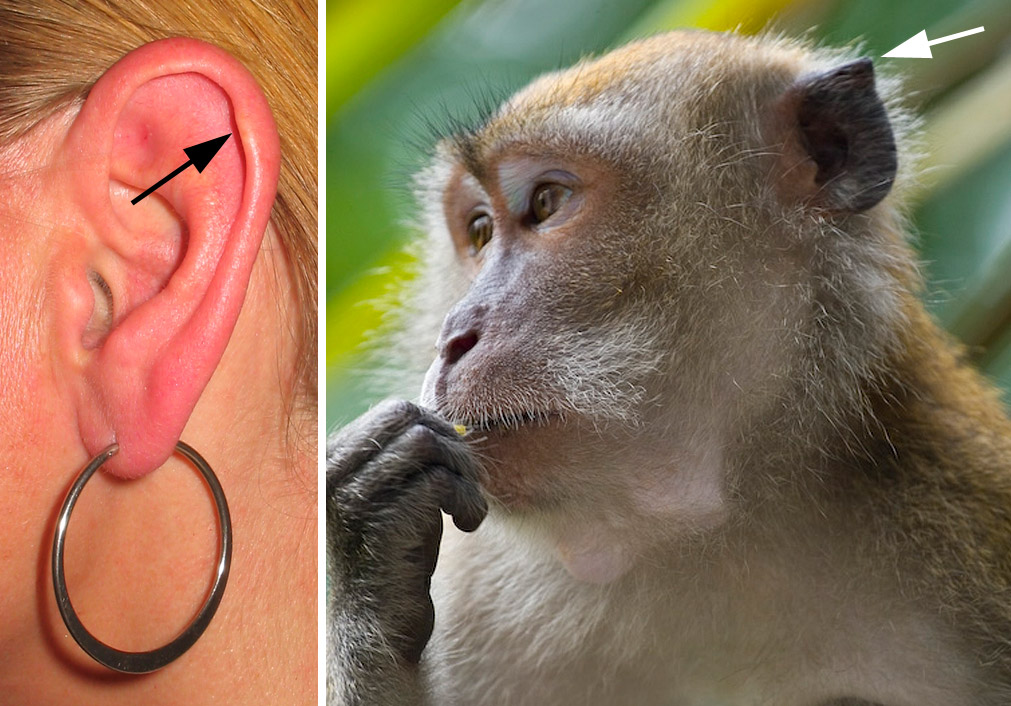
靈長類動物的比較解剖學：人類（左）；巴巴利獼猴（右）

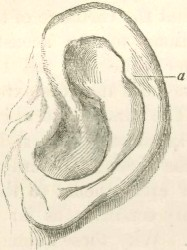
人類的耳，a所指的即是動耳肌的殘存痕跡。

人類、猩猩、黑猩猩等動物僅具有近乎沒有功能的動耳肌，但這些肌肉仍相當大，所以可以很容易的辨識。然而未發育且退化的肌肉結構已經不再具有移動耳朵的功能，所以不具生物學上的功能，但可以作為相關聯的動物間具有同源演化的證據，不過某些人仍具有動耳肌的功能，可以隨意移動耳朵至某一方向，更有研究指出，只要經過重複的訓練，也可以具有將耳朵朝向某一方向的能力。靈長類動物漸漸無法移動耳朵主要是因為頭部開始可以進行左右大幅度的旋轉，而大部分的猴子則不具有頭部大幅旋轉的功能，說明了一個舊有的功能逐漸被較新的功能所取代。
外耳退化的殘存結構，有時是一些節點或凸出的部位，出現在外耳的螺旋結構上，這些節點也被稱為達爾文結節。約10%的人具有達爾文結節。右圖的a即是殘存的痕跡器官。

## 無脊椎動物的聽覺器官
耳是脊椎動物獨有的聽覺器官，許多無脊椎動物使用其他種類的感覺器官來偵測聲音，例如昆蟲使用鼓膜接收聲音，但鼓膜的位置會因為不同種類的昆蟲而不同，可能在頭部以外的地方。
一些昆蟲的鼓膜器官極為敏感，提供比大多數動物更為敏銳的聽力。Ormia ochracea（一種寄生蠅），其中的雌性在腹部兩側有鼓膜器官，由一個薄薄的外骨骼連接，功能如同一個微小的耳膜，而且可以提供敏銳的定向，更可以「聽到」雄性蟋蟀的位置。根據雄性蟋蟀的聲音來源，Ormia ochracea會利用鼓膜反射出些微不同頻率的聲波，將雄性蟋蟀引導回巢，再注入幼蟲，過了7~10天再將蟋蟀殺死，對蟋蟀進行寄生。
簡單的結構讓節肢動物可以偵測附近的聲音，例如蜘蛛和蟑螂，他們的腳上有檢測聲音的毛髮。毛毛蟲也可能具有毛髮，可以感知振動，並對聲音做出回應。

## 外部連結
- Protein behind hearing （页面存档备份，存于）
- 3D Ear page （页面存档备份，存于）
- Details of various ear problems （页面存档备份，存于）
- Ear wiggling mechanism unmasked （页面存档备份，存于）
- Cotton swabs can pose serious health risk: coroner from ctv.ca
- Radiology of the Ear Canal （页面存档备份，存于） from MedPix

## 延伸阅读
[在维基数据编辑]
 《欽定古今圖書集成·明倫彙編·人事典·耳部》，出自陈梦雷《古今圖書集成》